# Октябрьская площадь (Екатеринбург)

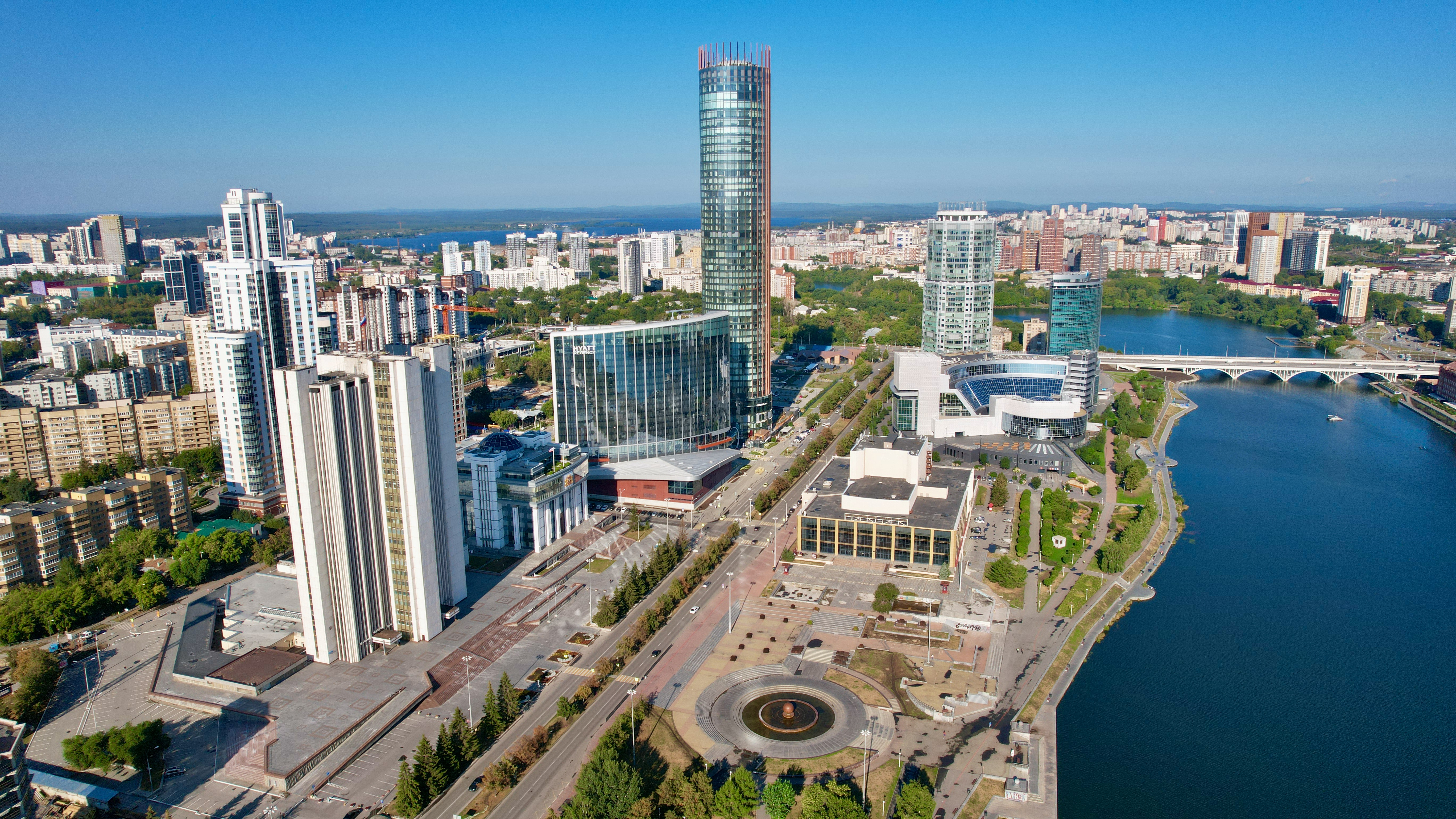
Вид с высоты

Октя́брьская пло́щадь — находится в Верх-Исетском районе Екатеринбурга. С юго-запада к площади примыкают Дом правительства и здание Законодательного собрания Свердловской области. С северо-запада на площадь главным фасадом выходит Свердловский государственный академический театр драмы, в связи с чем среди местных жителей площадь иногда называется Театральной площадью. С востока площадь ограничена набережной Рабочей Молодёжи.

## История
Площадь образовалась в результате сноса в 1970-х годах старой жилой застройки по набережной Рабочей Молодёжи (бывшая Тимофеевская набережная), улице Бориса Ельцина (бывшая Фетисовская, затем улица 9-го Января) и улице Антона Валека (бывшая Большая Съезжая), находившихся в XVIII веке на территории Верхней Ссыльной слободы. С севера площадь ограничена зданием Екатеринбургского театра драмы, с запада — Домом областного правительства, с юго-запада — административным зданием, где располагалось руководство УрФО, с юга — границей участка областной больницы № 2 (бывшая усадьба горного начальника).
Фонтан «Шар» на площади
В центре площади находится её доминанта — круглый фонтан «Шар», построенный в конце 1980-х годов. По замыслу архитектора Виталия Лоскутова 40-тонный шар символизирует чистую планету, омываемую струями прозрачной воды.

## Строительство храма святой Екатерины

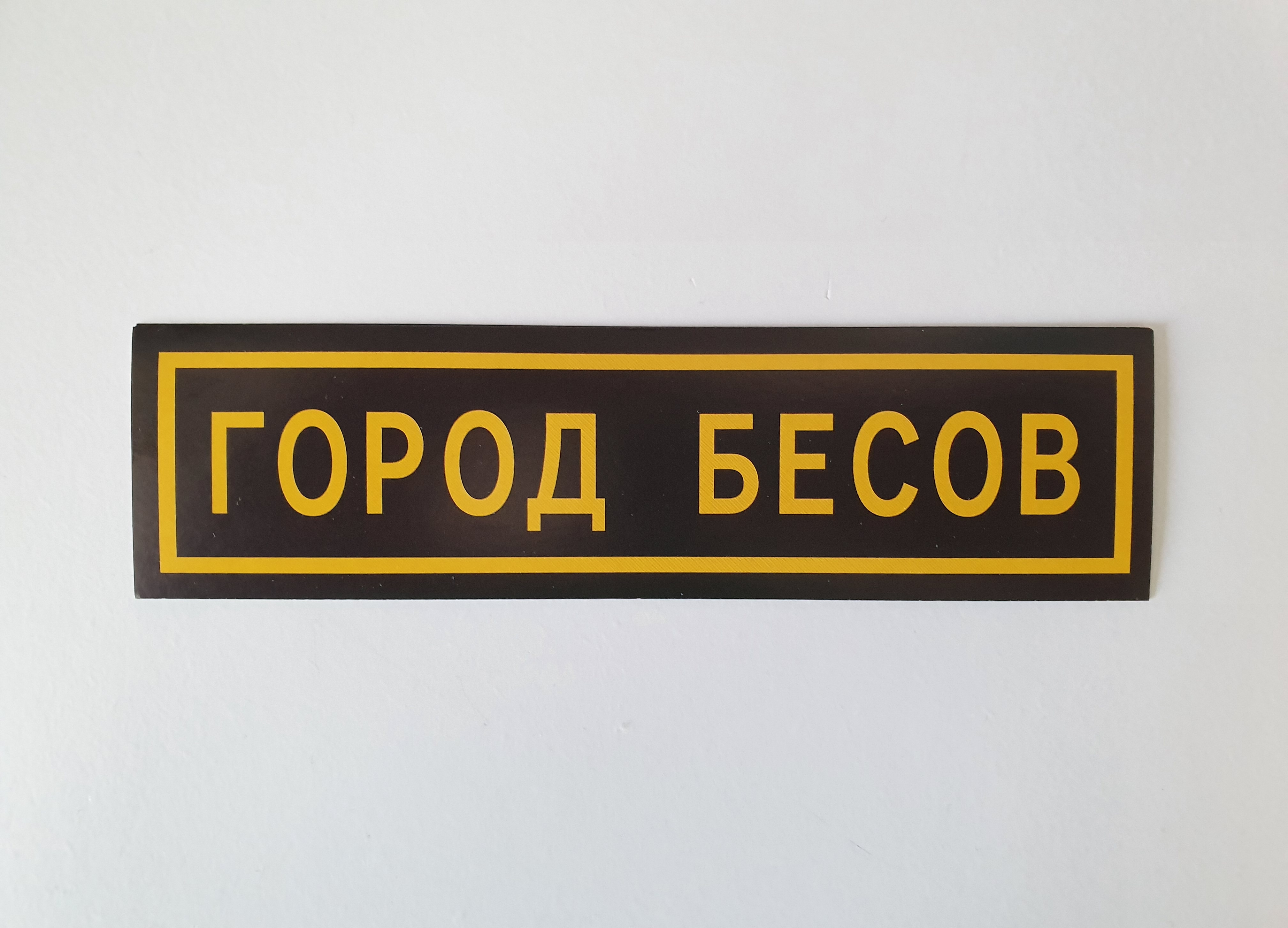
Стикер «Город бесов»

В сентябре 2018 года градостроительный совет при свердловском губернаторе окончательно согласовал концепцию строительства собора Святой великомученицы Екатерины в Екатеринбурге. Большинством голосов было утверждено место строительства храма: на Октябрьской площади на набережной реки Исеть возле Театра Драмы к предстоящему 300-летию города. Основными инвесторами строительства выступили Уральская горно-металлургическая компания (УГМК) и Русская медная компания (РМК). Затраты на строительство храма предполагают также благоустройство прилегающей территории со значительным сокращением площади озеленённой территории. Такое решение вызвало протест ряда местных жителей.
С 13 по 16 мая 2019 года прошли акции протеста жителей города за сохранение сквера, с предложением построить храм в другом месте.
На форуме Общероссийского народного фронта журналист Иван Морозов обратил внимание президента России Владимира Путина на протесты. Путин предложил провести опрос. Сразу после этого, губернатор Свердловской области Евгений Куйвашев и глава Екатеринбурга Александр Высокинский (до того выступавшие за строительство храма в сквере) объявили о том, что храм не будет построен в сквере. В октябре 2019 года в Екатеринбурге прошёл опрос, по итогам которого храм было решено построить на противоположном берегу Городского пруда (на месте здания бывшего приборостроительного завода).
Из-за протестов в защиту сквера, российский журналист Владимир Соловьёв назвал Екатеринбург «Городом бесов».

## Здания и сооружения
- № 1 — Дом правительства и законодательных органов Свердловской области.
- № 3 — здание Следственного управления Следственного комитета РФ по Уральскому федеральному округу.
- № 5а — двухэтажное административное здание.

## Транспорт

### Наземный общественный транспорт
Рядом с площадью находится остановка общественного транспорта «Драмтеатр»:
Автобус: № 45, 57А.

### Ближайшие станции метро
В 550 м южнее южной границы площади находится станция метро  «Площадь 1905 года».